# Château de Demerthin
Le château de Demerthin (Schloss Demerthin) est un château, à l'allure de manoir, situé dans la commune d'Allemagne de Gumtow dans le Brandebourg. C'est un exemple remarquable de l'architecture profane Renaissance du Brandebourg. Il est souvent comparé avec le château de Wusterhausen de Frédéric-Guillaume Ier de Prusse.

## Histoire
L'électeur de Brandebourg, Frédéric II, donne en fief les terres de Demerthin à la famille von Klitzing en 1468. Elle fonde le village et fait construire un château qui est transformé en manoir Renaissance au XVIe siècle, et jusqu'en 1604, année où la veuve d'Andreas von Klitzing (née Katharina von Oppen) fait procéder à des agrandissements. La famille est prospère et le château se présente sous la forme d'un élégant bâtiment principal avec une tour au milieu de la façade flanquée de deux petits pignons à fenêtres sur la pente du toit. La haute lucarne au-dessus de la tour se voit du côté de la cour et du côté du jardin. La tour abrite un escalier typique de l'époque, et le portail d'entrée est décoré à la façon maniériste de la Renaissance tardive.
La cour est elle-même flanquée de bâtiments de ferme et de communs, et avec le château forme une cour d'honneur.
La famille von Klitzing est expulsée du château en 1945, lorsque toutes les terres agricoles sont nationalisées. Propriété de la commune, il est restauré entre 1992 et 2004 et abrite un petit musée régional.

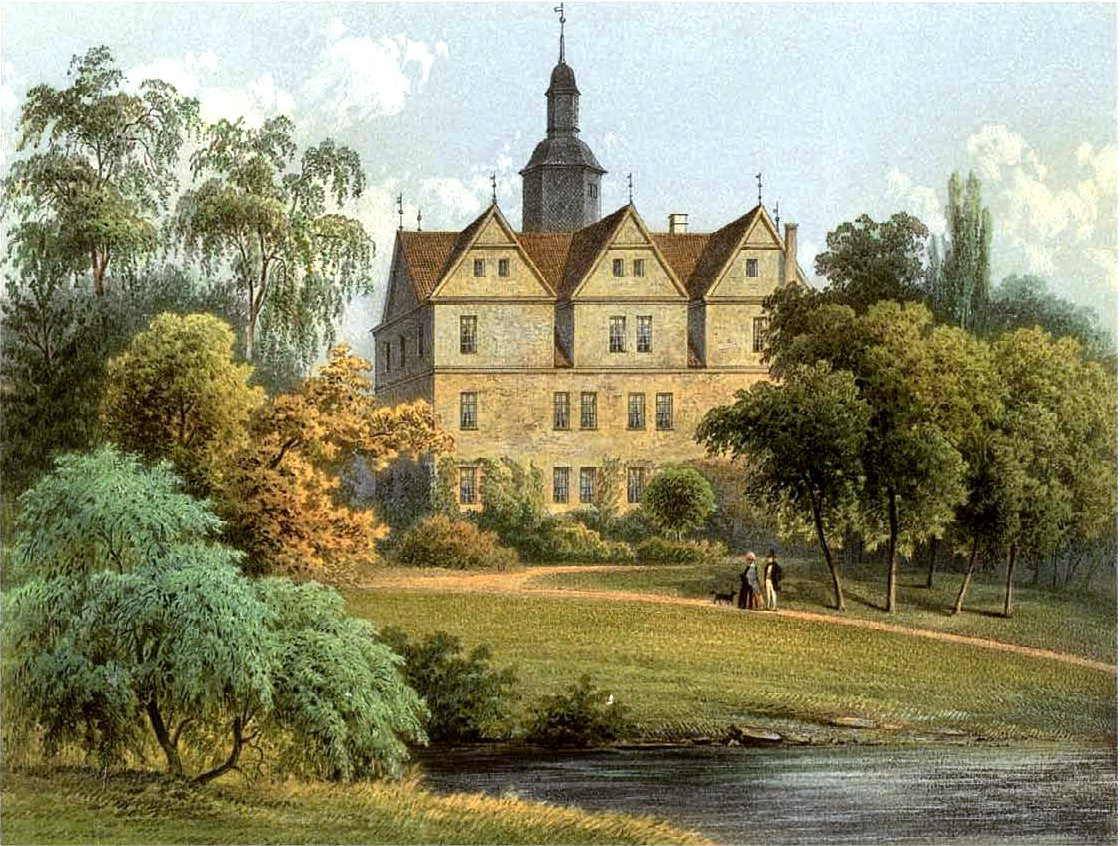
Le château de Demerthin, illustration de la collection d'Alexander Duncker

## Sources
- (de) Cet article est partiellement ou en totalité issu de l’article de Wikipédia en allemand intitulé « Schloss Demerthin » (voir la liste des auteurs).